# Olteț (rzeka)
Olteț – rzeka w Rumunii, prawy dopływ Aluty. Ma długość 185 kilometrów, co czyni ją 24 najdłuższą rzeką w Rumunii.
W rzece naturalnie występują izotopy uranu-238, toru-232 i potasu-40, stężenie ich wynosi: od 6,18 do 68,76 Bq/kg dla U-238, od 8,12 do 89,28 Bq/kg dla Th-232 oraz od 99,01 do 312,16 Bq/kg dla K-40.
Najdłuższym dopływem rzeki jest Cerna.